# Traian, Brăila
Traian (în trecut, Muftiu) este satul de reședință al comunei cu același nume din județul Brăila, Muntenia, România. Între anii 1417-1829 a făcut parte din Raiaua Brăila (Kaza Ibrail) a Imperiului Otoman.
Satul își are originile în perioada otomană a raialei Brăilei. Atunci, se numea Muftiu, de la rangul muftiului Deli-Mola, un ajutor al pașei de la Brăila. Satul a luat numele de Traian după ce a revenit Țării Românești după războiul ruso-turc din 1828–1829. La sfârșitul secolului al XIX-lea, era un sat al comunei Silistraru și avea 564 de locuitori; în sat existau o biserica și o școală mixtă înființată în 1882. Satul s-a desprins de comuna Silistraru în 1913, formând comuna Traian.
Una din personalitățile provenite din acest sat este generalul Eugen Bădălan.